# Severino
Severino (Roma, ¿?-2 de agosto de 640) fue el 71.er papa de la Iglesia católica, brevemente en 640.
Sucesor de Honorio I, que había muerto en el 638, Severino no fue consagrado hasta el 28 de mayo de 640. Este retraso en su consagración fue debido a que el emperador bizantino Heraclio se negó a la confirmación del nuevo papa hasta que este se comprometiese a firmar la Ethesis, un edicto promulgado por el emperador en el que se realizaba una profesión de fe monotelista. 
En respuesta, el papa bloqueó los fondos que servían para pagar las tropas bizantinas encargadas de proteger Roma, lo que provoca que Heraclio ordene al exarca de Rávena, Isaac, se haga con el tesoro de la Iglesia.
Ante esta amenaza, los legados del papa prometieron que este firmaría la fórmula, obteniendo con ello la confirmación de la elección papal y la subsiguiente consagración.
Una vez consagrado, Severino no sólo se niega a firmar, sino que convoca un concilio en el que se declara herética la doctrina monotelista, que mantenía que en Jesucristo existen dos naturalezas pero una sola voluntad. 
La respuesta del emperador bizantino fue ordenar el saqueo de la iglesia de San Juan y del Palacio de Letrán, lo que según la tradición, provocó la muerte del pontífice el 2 de agosto de 640.
Se abría así un período de enfrentamiento entre el Imperio y el Papado que se prolongaría hasta 668, año en que sube al trono imperial Constantino IV, quien abandona la doctrina monotelista.